# Sorszámnév
A sorszámnév a határozott számnevek fajtájába tartozik, mint határozott számnév pontosan megjelöli a sorrendi helyet (például hetedik, tizedik).

## Képzésük
A sorszámnév onnan kapta a nevét, hogy a tőszámnévből -dik képzővel képezzük (kivéve: első, második), így meghatározható a sorrendi hely. Néha az -ik nélküli puszta -d képző alkot sorszámnevet: harmad(éves), heted(ízben).

## Használatuk
- Római sorszámnevet használunk kerületek, iskolai osztályok, emeletek megkülönböztetésénél.
- A házszámokat és lakásokat, valamint az évszámokat és a napokat ponttal jelöljük, de tőszámnévi alakban ejtjük őket.

### Jelölőszám
- Sorszámnév helyett gyakran jelölőszámot használunk, melyet -s képzős melléknévi alakként használunk (például egyes számú iskola, 72-es postahivatal, 84-es út).